# Sophienkathedrale (Almaty)

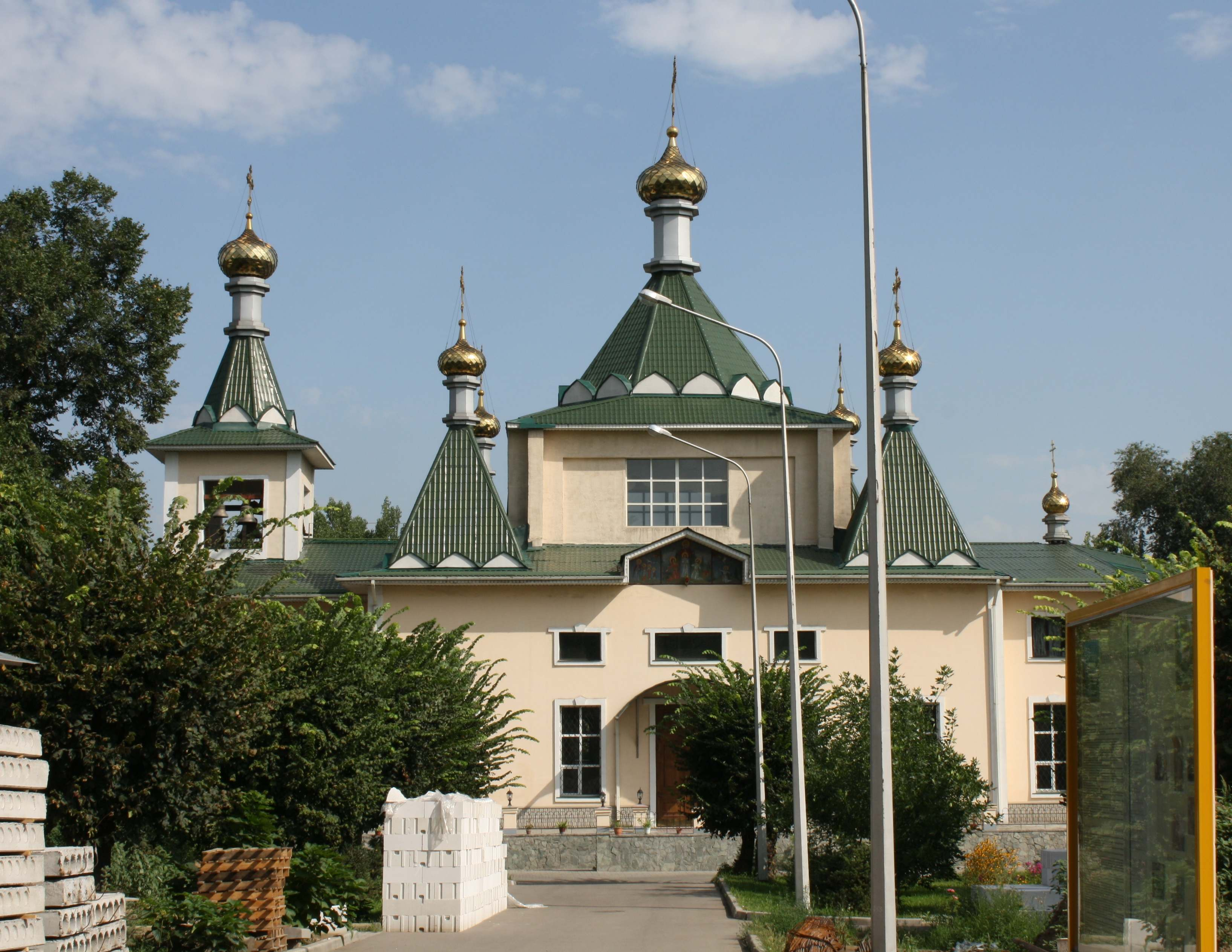
Die Sophienkathedrale in Almaty

Die Sophienkathedrale (russisch Софийский собор/Sofiyskiy sobor) ist ein russisch-orthodoxes Kirchengebäude in der kasachischen Großstadt Almaty. Die Kathedrale befindet sich nördlich des Stadtzentrums unweit der Christi-Himmelfahrt-Kathedrale.

## Geschichte
Der erste Vorgängerbau der Sophienkathedrale wurde 1871 eingeweiht. Im Jahr 1887 wurde das Kirchengebäude durch ein Erdbeben zerstört. Acht Jahre nach diesem Erdbeben sollte die Kathedrale neu aufgebaut werden. Die Stadtvertretung hatte aber beschlossen, das Bauwerk an einem anderen Platz in der Stadt wieder zu errichten.
Schon 1910 wurde die Kathedrale erneut von einem Erdbeben erschüttert. Nach der Februarrevolution 1917 sollte der Sakralbau geschlossen werden, was aber erst 1937 endgültig erfolgte. Danach wurde das Gebäude in ein Kino und Theater umgewandelt.
Erst 1989 erfolgte die Rückgabe an die russisch-orthodoxe Kirche. Die Diözese diskutierte anschließend, ob man das zerstörte Gebäude wieder aufbauen sollte. Am 19. Mai 2004 erfolgte schließlich die Weihe des Bauplatzes. Die Glocken, Kuppeln und Kreuze wurden Mitte 2006 angebracht. Die Einweihung der neuen Kathedrale erfolgte am 30. September 2007 durch den Metropoliten von Almaty und Astana.